# حمال
حَمّال أو شَيَّال (الاسم العلمي: Metator) جنس من جنادب الفرقة المجنحة وفصيلة الجرادية. وهناك نوعان موصوفان لجنس الحمال.